# Dream Machine Tour
Il Dream Machine Tour è un tour musicale realizzato dal gruppo musicale tedesco Tokio Hotel a partire dal 12 marzo 2017.

## Scaletta
1. Intro + Something New
2. Boy Don't Cry
3. Feel It All
4. Love Who Loves Black
5. Dark side Of The Sun
6. The Heart Ge No Sleep
7. Better
8. Cotton Candy Sky
9. We Found Us
10. Run Run Run
11. Black
12. Easy
13. Girl Got A Gun
14. Automatic
15. As Young As We Are'
16. What If
17. Durch Den Monsun
18. Stop, Babe